# Аді-Кеїх
Аді-Кеїг, Аді-Кеїх (також Адді-Кей, Аді-Кейє, англ. Addi Qeyh; тигр. ዓዲ ቀይሕ ʿāddī ḳeyḥ, також ዓዲ ቐይሕ ʿāddī ẋeyḥ, «Червоне село») — містечко в Еритреї із населенням близько 25000 осіб, адміністративний центр однойменного району провінції Дебуб.

## Географія
Знаходиться приблизно за 110 км на південний схід від Асмери на висоті майже 2500 метрів вище рівня моря.

### Клімат
Місто знаходиться у зоні, котра характеризується кліматом помірних степів та напівпустель. Найтепліший місяць — червень із середньою температурою 19.8 °C (67.6 °F). Найхолодніший місяць — грудень, із середньою температурою 14.9 °С (58.8 °F).
| Клімат Аді-Кеїха        | Клімат Аді-Кеїха | Клімат Аді-Кеїха | Клімат Аді-Кеїха | Клімат Аді-Кеїха | Клімат Аді-Кеїха | Клімат Аді-Кеїха | Клімат Аді-Кеїха | Клімат Аді-Кеїха | Клімат Аді-Кеїха | Клімат Аді-Кеїха | Клімат Аді-Кеїха | Клімат Аді-Кеїха | Клімат Аді-Кеїха |
| Показник                | Січ.             | Лют.             | Бер.             | Квіт.            | Трав.            | Черв.            | Лип.             | Серп.            | Вер.             | Жовт.            | Лист.            | Груд.            | Рік              |
| Середня температура, °C | 15               | 15,9             | 17,6             | 18,4             | 19,3             | 19,8             | 18,6             | 18,2             | 17,9             | 16,9             | 15,7             | 14,9             | 17,4             |
| Норма опадів, мм        | 8.6              | 11.9             | 26.5             | 40.5             | 36.4             | 28.6             | 145.6            | 135.5            | 21.6             | 12.4             | 23.3             | 12.1             | 503              |
| Днів з опадами          | 2,7              | 2,7              | 3,2              | 4,5              | 6                | 6,4              | 7,3              | 8,6              | 5,8              | 3,8              | 2,3              | 2,2              | 55,5             |
| Вологість повітря, %    | 58.8             | 54.1             | 52.2             | 54.4             | 53.2             | 50.7             | 70.9             | 74.3             | 59.9             | 64               | 66.8             | 63.9             | 60.3             |
| ----------------------- | ---------------- | ---------------- | ---------------- | ---------------- | ---------------- | ---------------- | ---------------- | ---------------- | ---------------- | ---------------- | ---------------- | ---------------- | ---------------- |
| Джерело: Weatherbase    |                  |                  |                  |                  |                  |                  |                  |                  |                  |                  |                  |                  |                  |

## Туризм
Поблизу міста лежать руїни стародвніх поселень Кохайто і Токонда.